# Design danois
Ne doit pas être confondu avec Design scandinave.
Le design danois se réfère à toutes les formes de design industriel inventées et fabriquées au Danemark, y compris la conception d'intérieur, l'urbanisme, et les projets architecturaux. Le design danois est un style de conception et d'architecture fonctionnalistes qui est développé au milieu du XXe siècle. Influencés par l'école allemande du Bauhaus, de nombreux designers danois ont utilisé les nouvelles technologies industrielles, combinées à des idées de simplicité et de fonctionnalisme pour concevoir des bâtiments, des meubles et des objets ménagers, dont beaucoup sont devenus emblématiques et sont toujours utilisés et produits. Si certains designer danois ont une reconnaissance internationale, Kaare Klint est considéré comme le « père » de ce mouvement et Arne Jacobsen le représentant le plus célèbre. 

Horloge Arne Jacobsen dans le Glostrup Town Hall à Glostrup.

## Historique
L'Académie royale des beaux-arts ouvre en 1924 un département « mobilier » sur l'impulsion de Kaare Klint (1888-1954). Deux ans plus tard, le salon annuel « Cabinetmakers' » est fondé par un groupe de jeunes ébénistes ; inventifs, développant du mobilier « simple et astucieux », ils reçoivent des échos de la presse internationale, surtout américaine. De là se font remarquer Hans Wegner (1914-2007) et Børge Mogensen (da) (1914-1972). 
Symboliquement, la « naissance » du design danois est située en 1936 avec une chaise de Kaare Klint. Si l'apogée du design scandinave est situé entre 1940 et 1970, c'est essentiellement après la guerre avec une forte reprise économique pour ce pays, dans les années 1950 à 1960, qu'est « l'âge d'or » du design danois. De nos jours, plusieurs objets créés ces années là sont toujours édités.

### Designers majeurs
- Thorvald Bindesbøll
- Knud V. Engelhardt (en) (1882-1931)
- Jacob Jensen
- Finn Juhl
- Poul Kjærholm
- Verner Panton
- August Sandgren (1893-1934)
- Kristian Solmer Vedel (da) (1923-2003)